# Pascal Doury
Pascal Doury (né à Paris le 10 juin 1956 et mort à Clamart le 13 septembre 2001) est un artiste, dessinateur, peintre et éditeur français.

## Biographie
Né en 1956 d'un père inconnu et d'une mère femme de ménage, Pascal Doury passe les premières années de sa scolarité dans un pensionnat à Sèvres où il rencontre Bruno Richard dès 1966. Ils deviennent amis et poursuivent des études similaires. Doury intègre l'école d’art graphique industriel EPDI, à Paris, et les Beaux-Arts, de même.
Tandis que Pascal Doury effectue son service militaire au journal des armées Terre-Air-Mer, les deux hommes se lancent en duo dans l'auto-édition de la série Elles sont de sortie (parfois orthographiée ESDS), l'un des premiers graphzines français, qui fait sa première parution en 1977. Les styles graphiques opposés des artistes, pornographique et expressionniste pour Bruno Richard, au trait soigné pour Pascal Doury, fusionnent en images provocantes. De nombreuses collaborations tierces ponctuent les premiers numéros : Marc Caro, Catherine Dard, Tomeu Cabot, Lulu Larsen, Javier Mariscal, Gary Panter ou Olivia Clavel.
Ils exposent à l'ELAC à Lyon en 1984, puis à l'ARC à Paris en 1985. Cette seconde exposition a fait l'objet d'un catalogue publié aux éditions Futuropolis en 1985. La fille de Pascal Doury et de sa femme Nathalie, Dora Diamant, naît la même année. La participation de Pascal Doury dans Elles sont de sortie diminue, jusqu'à s'arrêter définitivement peu de temps après la mort de sa femme en 1991, d'un cancer pulmonaire.
En parallèle d'une activité d'illustrateur pour la publicité, il publie ponctuellement chez des éditeurs installés, comme pour Théo Tête de Mort (1983), un album de bande-dessinée publiée par les Humanoïdes Associés, pour Otto aime Toto (1984), un livre pour enfants co-signé par Bayon et publié par Crapule!, ou encore pour Maladie d'amour (1990) de Jean-Paul Rocher et publié par Syros. Après Elles sont de sortie, il se consacre à de nouveaux projets éditoriaux : les revues poézie prolétèr,, avec Christophe Tarkos et Kati Molnar, et Patate, avec Charles Pennequin. Pour Patate, Pascal Doury rassemble des expérimentations graphiques, des détournements d'images d'archives et des textes de nombreux auteurs et artistes qui lui sont proches. On[style à revoir] y retrouve entre autres des œuvres de Lulu Larsen, Kiki et Loulou Picasso, Olivia Clavel et Ti5Dur. Il expose à la galerie J & J Donguy de Paris en 1998, et l'année suivante à Amsterdam dans la galerie de bandes dessinées Lambiek.
Après avoir été maquettiste, il travaille jusqu'à ses derniers jours comme veilleur de nuit au journal Libération. Cet emploi lui permet de nourrir une collection d'images et de découpes de presse photocopiées, en partie sans permission, dont certaines sont réutilisées et recomposées dans ses œuvres. Cette collection obsessionnelle devient l'Encyclopédie des images, un ensemble de plusieurs centaines de fascicules auto-édités, qui restera inachevée à sa mort.
Pascal Doury meurt en septembre 2001 d'un cancer.

### Œuvres posthumes
À son décès, Doury laisse derrière lui une immense collection d'images, de découpes, d'illustrations de presse, de textes et de photos d'autres auteurs. Une part importante de cette collection apparaît dans le second numéro de la revue Patate, publié de façon posthume sur la base des indications laissées par Doury. La publication est menée à bien par sa fille Dora-Diamant Doury, Olivia Clavel, Sylvie Boulanger, Laurent Cauwet et Jacques-Elie Chabert, et publiée par les éditions Al Dante + cneai =. En 2024, la Fondation d'entreprise Pernod Ricard expose des photographies de son appartement au moment de son décès, révélant l'ampleur de son activité et de sa collection personnelle, à l'occasion de l'exposition Crumbling the Antiseptic Beauty.

### Encyclopédie des imageset archives au cneai
À la suite d'une collaboration plusieurs fois renouvelée, le cneai = conserve dans son fonds l'Encyclopédie des images, des archives et des éditions de ses œuvres publiées au cours de sa vie. L'Encyclopédie fait l'objet d'une exposition en 2017, "1977 -2017, l'Encyclopédie des images - Pascal Doury" au cneai =, recensant la totalité des livrets imprimés (fanzines),. L'exposition se tient à la maison Levanneur de l'Île des Impressionnistes à Chatou, en collaboration avec les proches de Pascal Doury, sous le commissariat de Tiphanie Blanc et Sylvie Boulanger.

## Œuvres publiées

### Bande dessinée, poésie et revues (sélection)
- Théo tête de mort, Les Humanoïdes Associés, 1983.
- Otto aime Toto, avec Bayon, éditions Crapule!, 1984.
- Croquemitaine : spécial squelette, illustré (entre autres) par Pascal Doury, 1985[17].
- poézi prolétèr, n° 1,1997.
- poézi prolétèr, n° 2, 1998.

- Patate, n° 1, avec Charles Pennequin, auto-édition, 2000.
- Je me jette, avec Charles Pennequin, éditions cneai = & Al Dante, 2004.
- Patate, n° 2, éditions cneai = et Al Dante, 2005.
- Diamant, éditions Alain Beaulet, 2008.

### Elles sont de sortie(sélection)
- Elles sont de sortie, n° 1, auto-édition, 1977.
- Santé et maladie, n° 4, auto-édition, 1977.
- Aventures, Vacances, Loisirs, n° 5, auto-édition, 1978.
- Papiers Peints, n° 6, auto-édition, 1979[18].
- Jeux, n° 7, auto-édition, 1979.
- Portraits, n° 8, auto-édition, 1979.
- Pornographie catholique, Le Dernier Terrain Vague, n° 10, 1982[19].
- L'âge d'or de Dora Diamant, A.P.A.A.R, 1987[20].
- Devant Derrière, Images-Images, n° 26, 1990[21].